# Буганда
Буганда — традиційне королівство в Уганді. Правителі Буганди іменують себе «каб́аками». З XVIII по XX століття королівство Буганда відігравало значну роль в центральній Африці. Ім'я «Уганда», що є назвою Буганди на мові суахілі, використовували британці в 1894 році при створенні протекторату з центром у Буганді. Нарівні з англійською використовується мова луганда.

## Історія
9 жовтня 1962 тодішній кабака Буганди сер Едвард Мутеса був проголошений президентом Незалежної Федеративної Республіки Уганда. У 1966 році його було скинуто Мілтоном Оботе. Пішли роки репресій з боку Мілтона Оботе і Іді Аміна.
Королівська родина змушена була тікати. Син останнього кабаки Рональд Мувенди Мутебі II повернувся в 1986 році тому і був коронований 31 липня 1993 37-м кабакою. 19 грудня 1997 колишній королівський палац Лубірі в Кампалі був повернутий Буганді центральним урядом Уганди.